# Вейдюм
Вейдюм (нід. Weidum) — село в нідерландській провінції Фрисландія. Входить до муніципалітету Леуварден.
Його площа становить 5,60км², а населення станом на 2021 рік складало 550 осіб.
Перша згадка про населений пункт датується 13-им сторіччям.

## Галерея

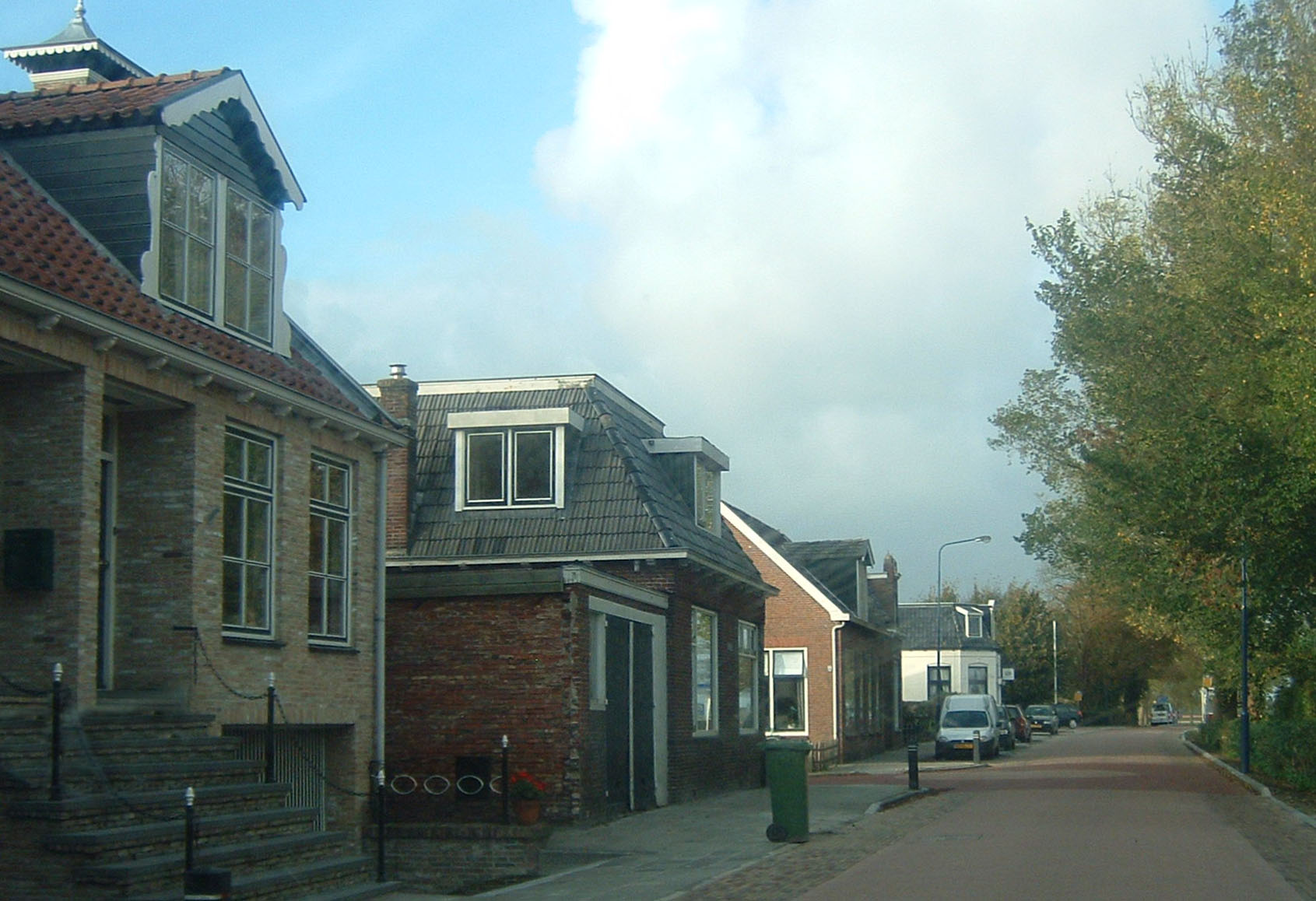
Сільська вулиця
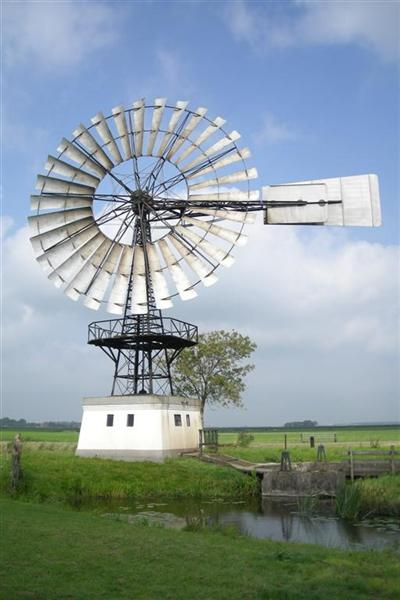
Вітродвигун
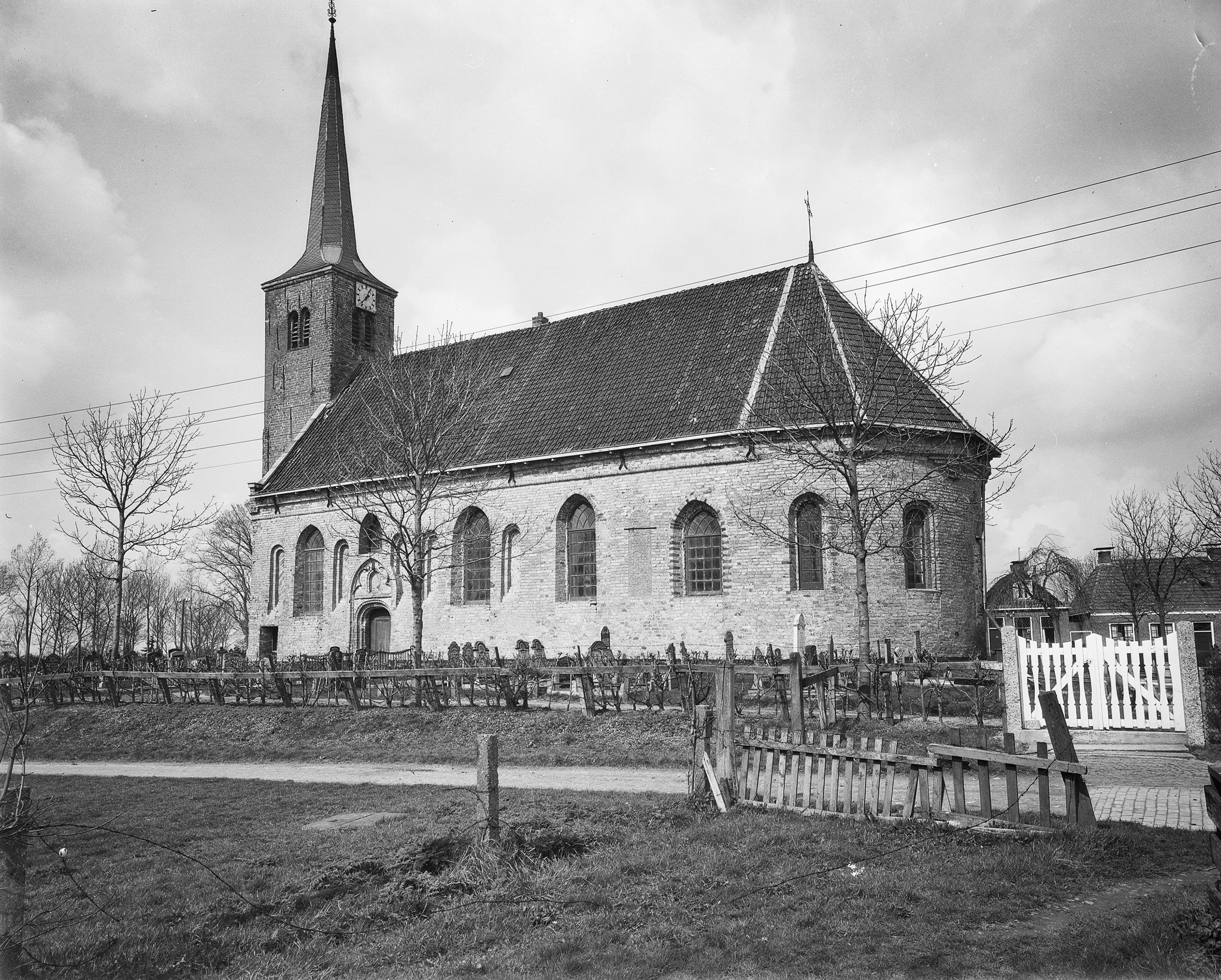
Церква у Вейдюмі